# Nik Turner
Pour les articles homonymes, voir Turner.
 (novembre 2022).
Si vous disposez d'ouvrages ou d'articles de référence ou si vous connaissez des sites web de qualité traitant du thème abordé ici, merci de compléter l'article en donnant les références utiles à sa vérifiabilité et en les liant à la section « Notes et références ».
Nicholas Robert Turner, dit Nik Turner (né le 28 août 1940 à Oxford et mort le 10 novembre 2022), est musicien, chanteur et compositeur britannique. Il a participé à la création du groupe Hawkwind et y a joué jusqu'en 1976, puis de 1982 à 1984, et occasionnellement pour des concerts.
Il est saxophoniste, flutiste et chanteur, et a apporté une part importante à l'image scénique d'Hawkwind, par sa gestuelle et ses déguisements extravagants. Il a participé à la composition et a notamment écrit l'un des plus célèbres morceaux d'Hawkwind : Brainstorm, qui se trouve sur l'album Doremi Fasol Latido.
Dans les années 1980, il forme le groupe Inner City Unit, sorte de version punk de l'esprit Hawkwind.
Au début des années 1990, il entreprend un retour aux ambiances plus ésotériques, avec de nombreuses références aux dieux de l'Égypte ancienne, et reprend sur scène des morceaux qu'il a joué avec Hawkwind. Il est accompagné pour cela du guitariste Helios Creed, qui lui aussi amène au public des morceaux de son époque de gloire avec son ancien groupe Chrome. Il réalise alors l'album live Space Ritual 1994, dans lequel se retrouvent Genesis P-Orridge, ex Throbbing Gristle et Psychic TV, Del Dettmar et Alan Powell, anciens d'Hawkwind, ainsi que des membres du groupe indus Pressurehed. Ce double live se révèle alors être une fabuleuse synthèse de courants musicaux a priori distants des années 1970 et 1980, le Space rock et la Musique industrielle.

## Discographie

### Inner City Unit
- 1980 : The 360 Psycho Deliria Sound
- 1982 : Punkadelic
- 1984 : New Anatomy
- 1985 : Blood and Bone
- 1985 : The President Tapes
- Amyl Nitrate / Paradise Beach (single, date inconnue)

### Nik Turner et Anubian Lights
- 1993 : Sphynx
- 1994 : Prophets of Time
- 1994 : Space Ritual
- 1995 : The Eternal Sky (sous le nom Anubian Lights)
- 1996 : Past or Future
- 1996 : Sonick Attack 2001
- 1997 :  Xitintoday
- 2001 : 2001 A Space Rock Odyssey Live